# Cob von Nüdingen

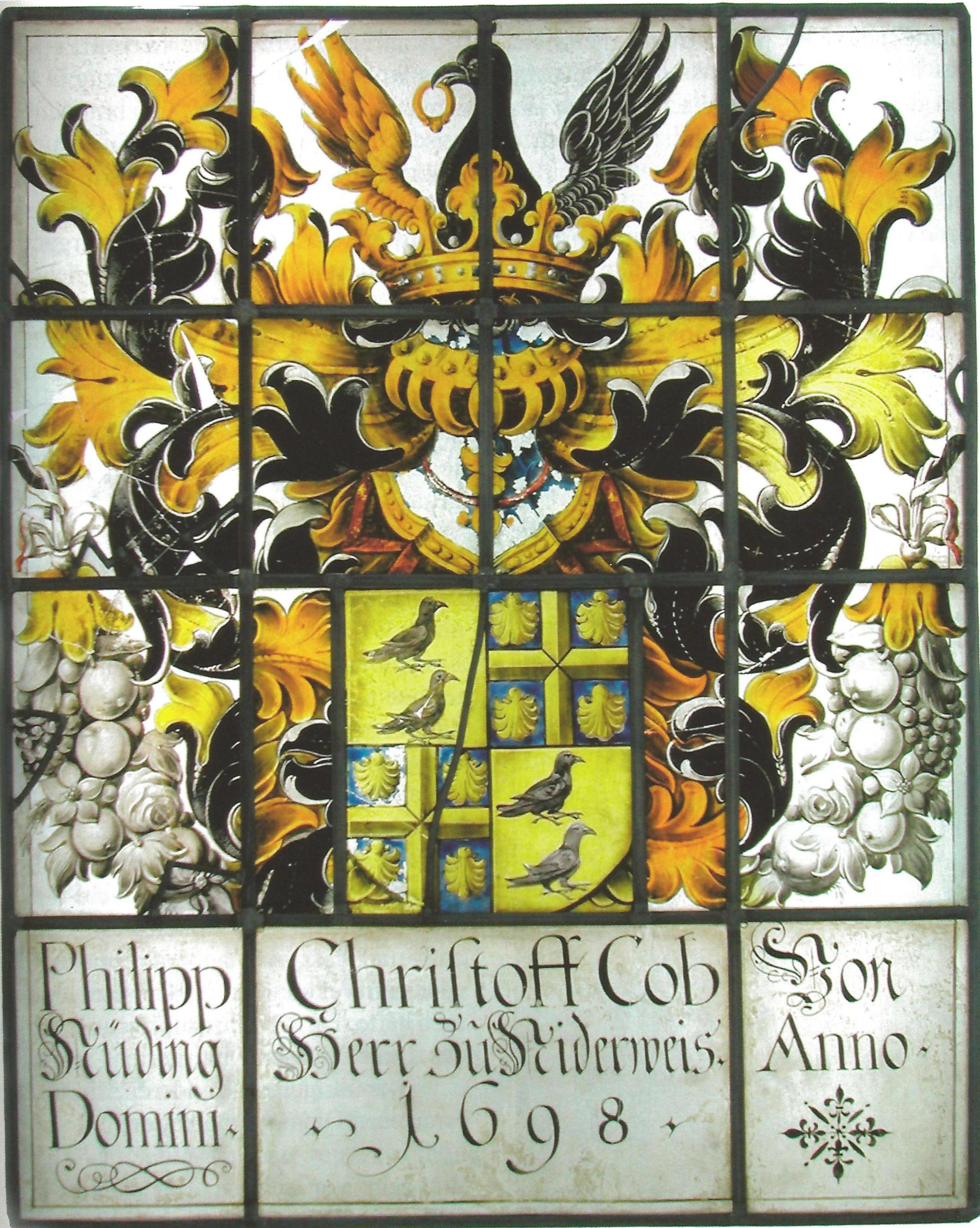
Wappenscheibe (1698)

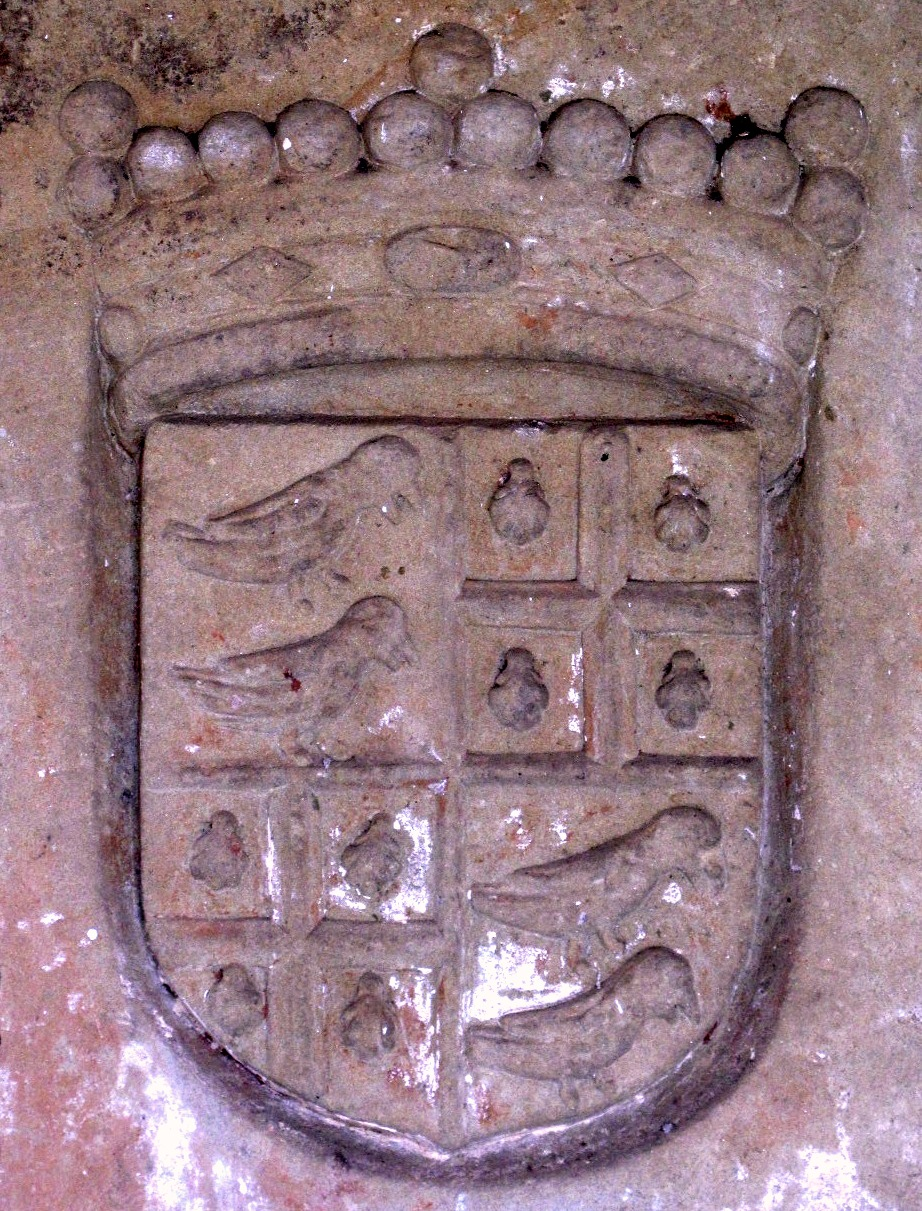
Wappen Cob von Nüdingen im Turm der Kirche Niederweis (1699)

Die Familie Cob von Nüdingen (auch von Niedingen, de Nudange, von Neuding) war ein lothringisch-luxemburgisches, in Bitburg ansässiges Adelsgeschlecht.

## Geschichte
Den Familiennamen Cob, Kob, Kobe, Kopp (Abkürzung für Jakob) gibt es im gesamten deutschen Sprachraum. Die Bitburger Cob erscheinen erstmals im 15. Jahrhundert als Notable. Der «Kobenhof» in Bitburg war das Stammhaus der Cob. In der Bitburger Liebfrauenkirche liegt Clas Cob († 1500) begraben. 1531 ließen die Cob der Liebfrauenkirche eine Familienkapelle mit Grablege anbauen. Den Beinamen von Nüdingen (oder de Nudange) erhielten die Cob durch die Belehnung mit dem heute gewüsteten Ort Nüdingen (Ortsgemeinde Messerich). Durch Heirat des Christoph Cob mit Margaretha Fock von Hübingen ging die Herrschaft Niederweis um 1580 an die Cob über. Christoph Cobs Söhne waren beide kinderlos, daher gelangte Niederweis durch die 1680 geschlossene Ehe seiner Tochter Maria Ursula mit Johann Hermann von der Heyden in den Besitz des Letzteren. Mit dem in österreichischen Diensten stehenden, in Prag dienenden Wolfgang Friedrich Cob von Nüdingen wurde das Geschlecht 1656 in den Freiherrenstand und am 26. April 1673 in den Grafenstand erhoben.
Der Universalgelehrte Gabriel Bucelinus berichtet, die Cob hätten früher Kräher geheissen, stammten aus Böhmen und seien mit Johann von Böhmen, Graf von Luxemburg, nach Luxemburg gekommen, wo sie Nüdingen zu Lehen erhalten hätten. Hierbei handelt es sich um eine typische Herkunftslegende, wie sie gerne bei Adelserhebungen abgefasst wurden, hier mit allergrößter Wahrscheinlichkeit aus Anlass der Erhebung des in Böhmen lebenden Wolfgang Friedrich Cob von Nüdingen in den Grafenstand im Jahr 1673.
Äbtissin Anna Christina Cob von Nüdingen (amtierte von 1677 bis zu ihrem Tod 1718).

## Personen
- Clas Cob IV. († 1500), Ritter[6][7]

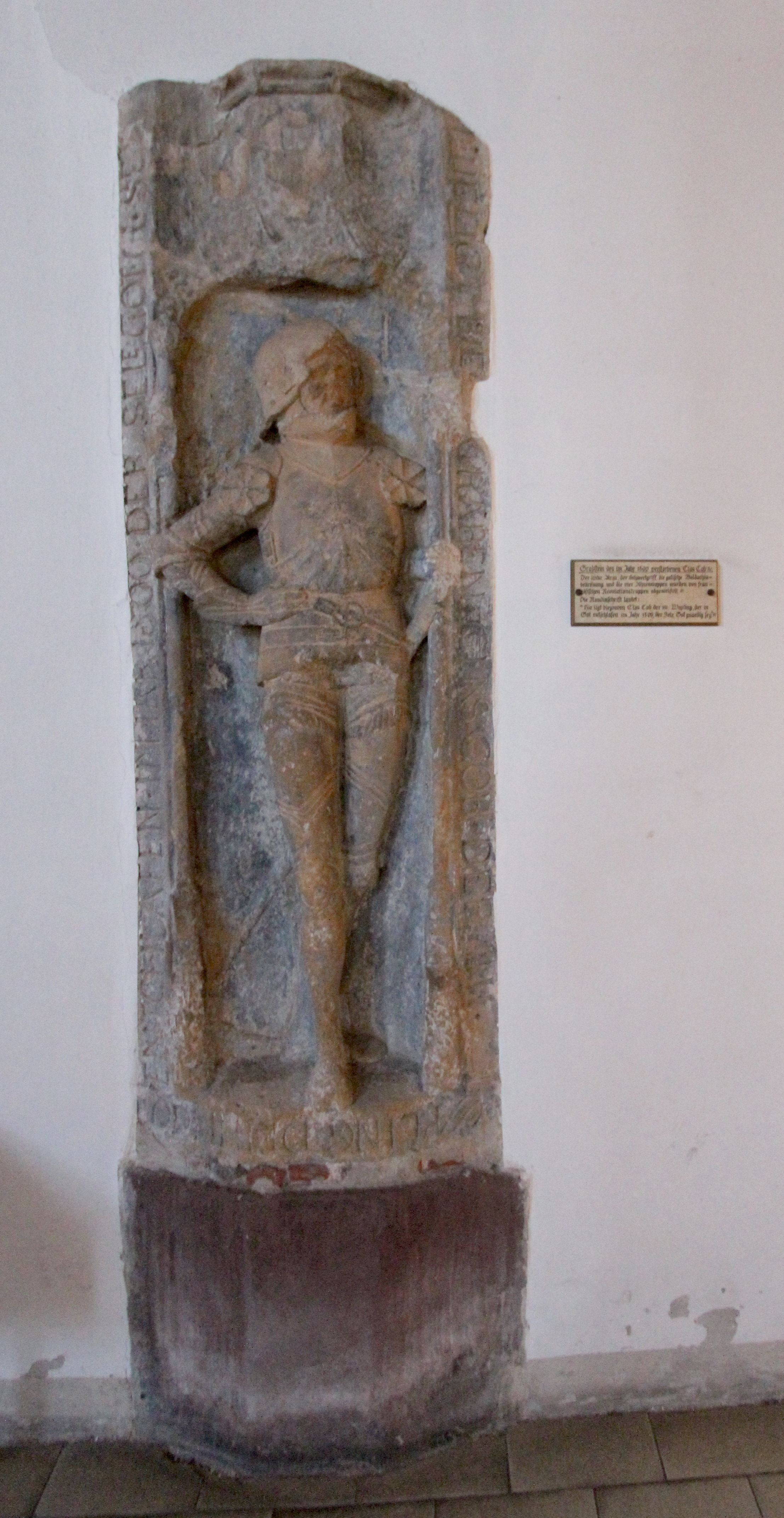
Grabstein des Clas Cob IV. († 1500) in der Liebfrauenkirche Bitburg

- Johann Ernst Cob von Nüdingen, Herr zu Niederweis und Mitherr zu Wolsfeld
- Wolfgang Friedrich Cob von Nüdingen (1610–1679), kaiserlicher Generalfeldzeugmeister, Herr zu Schnellendorf, Terskenitz und Blaschnitz
- Leopold Cob von Nüdingen († 1690), Obrist-Leutnant im Beckischen Regiment
- Christoph (II.) Cob von Nüdingen († 1671)[8], Oberst in bayerischen Diensten, Herr zu Niederweis
- Philipp Christoph Cob von Nüdingen, Herr zu Niederweis, Mitherr zu Oberstedem und Niederstedem
- Johann Mathias Cob von Nudingen († 1674)
- Anna Hildegard Cob von Nüdingen (1652–1728), Nonne zu Machern
- Carl Joseph Graf von Cob († 1686)[9]
- Anna Christina Cob von Nüdingen († 1718), Äbtissin zu Oeren[10]

## Besitzungen
- Burghaus in Schönecken
- Schloss Wolsfeld
- Kobenhof in Bitburg
- Schloss Niederweis

## Wappen
Redendes Wappen, wenn man annimmt, dass Cob auf das entsprechende Moselfränkische Wort für Krähe (von frz. corbeau) zurückgeht: Zwei schwarze Krähen (1/1) auf goldenem Grund. Das Wappen wurde (vor 1630) um einen blauen Schild mit goldenem, durchgehendem Kreuz und vier goldenen Jakobsmuscheln vermehrt und fortan geviertet geführt.